# Christine Jardine
Pour les articles homonymes, voir Jardine.
Christine Anne Jardine (née le 24 novembre 1960) est une femme politique libéral démocrate écossaise, porte-parole du Trésor libéral démocrate sous Edward Davey depuis 2020. Elle est également porte-parole des libéraux démocrates pour l'Europe, Sortie de l'Union européenne et du commerce, et a été porte-parole des libéraux démocrates pour les affaires intérieures, pour les femmes et l'égalité de 2019 à 2020. Elle est députée d'Édimbourg Ouest depuis 2017.

## Éducation et carrière
Jardine fait ses études à Braidfield High School et à l'Université de Glasgow, où elle obtient un MA (Hons).
Elle est une ancienne journaliste, qui travaille pour BBC Scotland et est rédactrice en chef de la Press Association en Écosse. Elle enseigne le journalisme à l'Université de Strathclyde, à l'Université Robert Gordon et à l'Université de l'Écosse de l'Ouest.
En 2011, elle est nommée conseillère médias pour l’Écosse auprès du gouvernement de coalition, sous la direction de Nick Clegg. En 2013, elle arrive troisième à l'élection partielle d'Aberdeen Donside et, en 2015, perd contre Alex Salmond aux élections pour la circonscription de Gordon.
Elle est élue dans la circonscription d'Édimbourg-Ouest lors des élections générales de 2017, succédant à la députée indépendante Michelle Thomson qui avait été élue sous l'étiquette SNP. Jardine obtient 18 108 voix et 34,4% du vote global.
Elle est porte-parole des libéraux démocrates sur les affaires intérieures et les femmes et l'égalité en août 2019. Elle a également été porte-parole de la justice d'août 2019 à octobre 2019.
Jardine conserve son siège à l'élection générale de 2019 et augmente sa majorité de 2988 (5,7%) à 3769 voix (6,9%) .
Elle est promue porte-parole du commerce, du Trésor et du Brexit en septembre 2020. Elle est réélue en 2024.
Elle est mariée pendant 30 ans à Calum Macdonald, rédacteur en chef numérique du Herald and Times Group. Il est décédé d'une crise cardiaque à l'âge de 55 ans lors de la campagne électorale générale de 2017. Ils ont une fille.